# Суит (тауншип, Миннесота)
Суит (англ. Sweet) — тауншип в округе Пайпстон, Миннесота, США. На 2000 год его население составило 448 человек.

## География
По данным Бюро переписи населения США площадь тауншипа составляет 107,0 км², из которых 107,0 км² занимает суша, a вода составляет 0,02 %.

## Демография
По данным переписи населения 2000 года здесь находились 448 человек, 127 домохозяйств и 100 семей.  Плотность населения — 4,2 чел./км².  На территории тауншипа расположено 134 постройки со средней плотностью 1,3 построек на один квадратный километр. Расовый состав населения: 98,66 % белых, 0,45 % афроамериканцев, 0,67 % коренных американцев и 0,22 % приходится на две или более других рас. Испанцы или латиноамериканцы любой расы составляли 0,45 % от популяции тауншипа.
Из 127 домохозяйств в 40,2 % воспитывались дети до 18 лет, в 73,2 % проживали супружеские пары, в 3,1 % проживали незамужние женщины и в 20,5 % домохозяйств проживали несемейные люди. 16,5 % домохозяйств состояли из одного человека, при том 9,4 % из — одиноких пожилых людей старше 65 лет. Средний размер домохозяйства — 2,71, а семьи — 3,08 человека.
22,5 % населения — младше 18 лет, 4,5 % — в возрасте от 18 до 24 лет, 20,5 % — от 25 до 44, 18,1 % — от 45 до 64, и 34,4 % — старше 65 лет. Средний возраст — 47 лет. На каждые 100 женщин приходилось 82,1 мужчин.  На каждые 100 женщин старше 18 приходилось 78,9 мужчин.
Средний годовой доход домохозяйства составлял 45 208 долларов, а средний годовой доход семьи —  47 500 долларов. Средний доход мужчин —  30 313  долларов, в то время как у женщин — 26 250. Доход на душу населения составил 18 385 долларов. За чертой бедности находились 11,8 % семей и 11,9 % всего населения тауншипа, из которых 18,3 % младше 18 и 2,1 % старше 65 лет.